# Lopatica
Lopatica, plečnica ali skapula (latinsko scapula) je ploščata, trioglata kost z dvema ploskvama, tremi vogali in tremi robovi. Sprednja ploskev je konkavna in prislonjena na prsni koš, fossa subscapularis; v njej je naraščena istoimenska mišica. Na sprednji ploskvi so črtasti, nizki grebeni, lineae musculares. Zadajšnjo ploskev deli prečni greben, spina scapulae, v zgornjo kotanjo, fossa supraspinata in v spodnjo kotanjo, fossa infraspinata; v kotanjah so naraščene istoimenske mišice. Greben moli vstran kot kolčica, acromion, ki je v stiku s ključnico. Medialni rob lopatice je tenak. Stranski rob je zadebeljen in ima kranialno grčo, tuberculum infraglenoidale. Zgornji rob je kratek, tanek ter lateralno izrezan, incisura scapulae; izrez premosti ligamentum transversum scapulae, ki lahko tudi zakosteni. Lateralni vogal je zadebeljen, na njem je sklepna ponev za glavo nadlaktnice, cavitas glenoidalis, nad njo pa je grčavina, tuberculum supraglenoidale. Sklepna ponev je z vratom, collum scapulae, spojena s telesom lopatice; od baze vratu štrli navzgor in navzpred koščen kljun, processus coracoideus. Spodnji vogal je zaokrožen.
Zasnova lopatice je hrustančna; primarna kostenitvena jedra se zrastejo v desetem embrionalnem tednu. Številna sekundarna kostenitvena jedra se spoje z osnovo šele okoli 20-ega leta starosti.
Tipamo spodnji vogal lopatice, medialni rob in greben s kolčico; infraklavikularno pri suhcih tipamo tudi kljun, processus coracoideus.